# Władysław Smereka
Władysław Smereka (ur. 9 czerwca 1907 w Sąsiadowicach, zm. 30 sierpnia 1983 w Lesznie) – polski ksiądz katolicki, biblista, tłumacz Biblii Tysiąclecia, prezes Polskiego Towarzystwa Teologicznego w Krakowie.

## Życiorys
W 1926 zdał egzamin maturalny w Gimnazjum w Samborze i wstąpił do Seminarium Duchownego we Lwowie. Święcenia kapłańskie przyjął 28 czerwca 1931, następnie pracował jako wikary i katecheta w Horodence (1931–1933), Sokolnikach (1933–1934) i parafii Matki Bożej Nieustającej Pomocy na Lewandówce we Lwowie (1934–1939). W latach 1937–1939 był równocześnie wykładowcą Nowego Testamentu w Instytucie Wiedzy Religijnej Uniwersytetu Jana Kazimierza. W 1938 doktoryzował się na podstawie pracy pt. Najdawniejsza legenda o Matce Bożej. W okresie II wojny światowej pracował jako duszpasterz w Białogórze (1939–1940), Chotowej (1940–1942) i Ujanowicach (1942–1945). W lipcu 1945 wyjechał do Wrocławia, gdzie należał do organizatorów Wydziału Teologicznego Uniwersytetu Wrocławskiego. W latach 1946–1947 był administratorem parafii w Gawłowie.
W latach 1946–1948 był sekretarzem Polskiego Towarzystwa Teologicznego w Krakowie, od 1947 wykładał teologię Starego i Nowego Testamentu, grekę i hebrajski oraz archeologię biblijną na Wydziale Teologicznym Uniwersytetu Jagiellońskiego. Kolejno pracował jako młodszy asystent (1947–1949), starszy asystent (1949–1952), zastępca profesora (1952–1953), a w latach 1947–1950 także w Seminarium Duchownym archidiecezji lwowskiej z siedzibą w Kalwarii Zebrzydowskiej. W 1953 habilitował się na podstawie pracy pt. Tło i przebieg procesu Chrystusa Pana, jednak habilitacja nie została zatwierdzona przez władze państwowe i pracował od tegoż roku jako samodzielny pracownik w Katedrze Studium Biblijnego. Po likwidacji Wydziału Teologicznego UJ pozostał w Krakowie i został następnie wykładowcą egzegezy Nowego Testamentu na Papieskim Wydziale Teologicznym w Krakowie. W 1963 otrzymał tytuł profesora nadzwyczajnego, w 1973 profesora zwyczajnego. W latach 1960–1962 i 1966–1973 był prezesem Polskiego Towarzystwa Teologicznego w Krakowie.
W roku 1966 ks. Smereka wydał faksymile Nowego Testamentu Jakuba Wujka z 1593, dołączając obszerny wstęp filologiczny. W następnej dekadzie ks. Smereka wystąpił z inicjatywą fototypicznego wydania Biblii Leopolity z 1561. Pracę nad tą edycją przerwała śmierć. Jednakże praca ta zainicjowała serię wydawniczą słowiańskich Biblii historycznych znanych jako Biblia Slavica.
Dla Biblii Tysiąclecia przetłumaczył 1, 2 i 3 list św. Jana, dla Biblii poznańskiej 1 i 2 Księgę Machabejską oraz Księgę Mądrości. W 1968 opublikował pracę Studium pasyjne. Rys historyczny i teksty pasyjne, wznowioną w 1980 i 1981 jako Drogi pasyjne. Rys historyczny i teksty (studium pasyjne).
Pochowany na Cmentarzu Salwatorskim w Krakowie (sektor SC2-1-1).

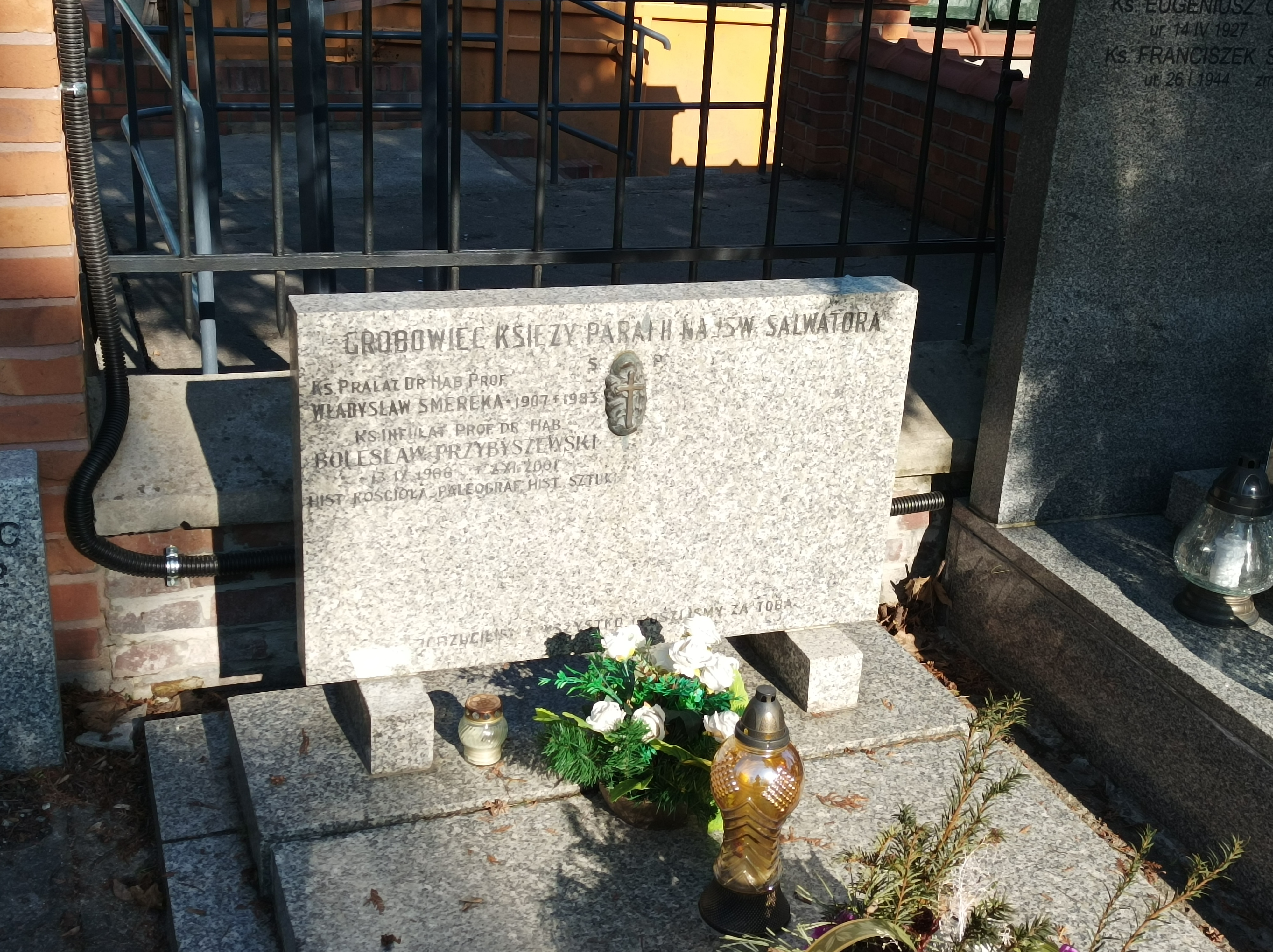
Grób ks. Bolesława Przybyszewskiego i Władysława Smereki